# Угрозы президенту Соединённых Штатов
Угрозы президенту Соединенных Штатов являются федеральным уголовным преступлением согласно разделу 18 Кодекса США, раздел 871. Он состоит в сознательной и умышленной рассылке по почте или ином выдвижении «любой угрозы лишить жизни, похитить или нанести тяжкие телесные повреждения президенту Соединенных Штатов». Закон также распространяется на кандидатов в президенты, вице-президентов и бывших президентов. Федеральные агентства, в том числе Федеральное бюро расследований и Секретная служба, расследуют предполагаемые нарушения этого закона и контролируют тех, кто ранее угрожал президенту. Угрозы президенту считаются политическим преступлением. Иммигранты, совершившие это преступление, могут быть депортированы.

## История
Прототипом статьи 871 стал Закон о британской государственной измене 1351 года, согласно которому «сознавать или воображать» смерть короля считалось преступлением. Статут, запрещающий угрозы в адрес президента, был принят Конгрессом в 1917 году. Максимальный штраф, который допускался, составлял 1000 долларов. В 1994 году в закон были внесены поправки, увеличившие максимальный штраф до 250,000 долларов. Кроме того, закон 1982 года расширил раздел 871, включив в него бывших президентов и кандидатов от основных партий, добавив 18 разделов U.S.C. акт 879.
Среди оправданий, которые были даны в пользу закона, можно назвать аргументы о том, что угрозы в адрес президента имеют тенденцию стимулировать оппозицию национальной политике, какой бы мудрой она ни была, даже в самые критические времена; подстрекать враждебно настроенных и злонамеренных лиц лишить президента жизни; увеличить расходы на охрану президента; быть оскорблением для всех лояльных и здравомыслящих людей; воспламенить их умы; провоцировать негодование, беспорядки и насилие; и препятствовать президентской деятельности и передвижению. Также утверждалось, что такие угрозы сродни государственной измене и могут быть справедливо осуждены как преступление против народа как суверенной власти. Конгрессмен Эдвин Ю. Уэбб отметил: «Это одна из причин, по которой мы хотим принять этот закон – чтобы уменьшить возможность фактического нападения путем наказания за угрозы совершить нападение… Плохой человек может публично угрожать и подвергнуть кого-то другого вплоть до совершения преступления против главы исполнительной власти, и именно здесь возникает вред. Человек, который угрожает, сам по себе не очень опасен, но он может посеять дьявол в сознании какого-нибудь бедняги, который попытается причинить ему вред».
Заключенных иногда обвиняют в угрозах президенту, хотя у них нет возможности лично осуществить такую угрозу. Суды поддержали такие приговоры, мотивируя это тем, что фактическая способность осуществить угрозу не является элементом преступления; заключенные могут высказывать настоящие угрозы, поскольку они могли бы осуществить угрозу, направляя людей на воле причинить вред президенту. Иногда заключенные выступают с такими угрозами, чтобы манипулировать системой; например, возник случай, когда заключенный, утверждавший, что его «поместили в исправительное учреждение», угрожал президенту, чтобы тот остался в тюрьме; был также случай, когда заключенный штата угрожал президенту, потому что он хотел попасть в федеральное учреждение.

## Последствия
В Соединенных Штатах угрозы в адрес президента или любого другого избранного государственного чиновника страны караются максимум пятью годами тюремного заключения, штрафом до 250,000 долларов, специальной оценкой в 100 долларов и тремя годами освобождения под надзором. Интернет-ограничения, такие как запрет на доступ к электронной почте, были наложены на правонарушителей, которые угрожали с помощью компьютера. В Руководстве по вынесению приговоров установлен базовый уровень преступления в двенадцать лет за отправку сообщений с угрозами, но когда речь идет об угрозе президенту, применяется шестиуровневое усиление «официальной жертвы». Более того, «отход вверх может быть оправдан из-за потенциального нарушения функций правительства». Дальнейшие улучшения могут применяться, если преступник продемонстрировал намерение осуществить угрозу (шестиуровневое усиление); сделано более двух угроз (двухуровневое усиление); вызвало существенное нарушение общественных, правительственных или деловых функций или услуг (четырехуровневое усиление); или создал существенный риск подстрекательства других к причинению вреда федеральным чиновникам (двухуровневое усиление). Поскольку каждое повышение на шесть уровней примерно удваивает диапазон наказаний, предусмотренных Руководящими принципами, нередко преступник, угрожающий президенту, получает наказание, равное или близкое к установленному законом максимальному сроку, особенно если преступник имеет криминальное прошлое и не имеет права на какое-либо наказание снижение за принятие ответственности. Существует снижение на четыре уровня для угрозы, связанной с «единичным случаем, свидетельствующим о незначительном обдумывании или его отсутствии», что обычно применяется к сиюминутным словесным угрозам. Максимальное наказание за угрозу судье США или сотруднику федеральных правоохранительных органов составляет десять лет тюремного заключения — в два раза больше максимального наказания за угрозу президенту.
Существуют законы, которые применяются в других странах мира, помимо Соединенных Штатов, в отношении угроз в адрес президента или других правительственных чиновников страны. Наказания варьируются в зависимости от страны.

## Психиатрические дела
Около 75% тех, кто выступает с такими угрозами в адрес президента или других государственных чиновников страны, считаются психически больными. Судьи нередко назначают психологическую экспертизу обвиняемых, обвиняемых по этому закону, в соответствии с федеральными законами США, регулирующими правонарушителей с психическими заболеваниями или дефектами. Психиатры делят людей, которые угрожают президенту, на три класса: к классу 1 относятся лица, которые высказывали явные угрожающие заявления, но не предприняли явных действий; к классу 2 относятся лица, в прошлом склонные к агрессивному поведению по отношению к авторитетным лицам; к классу 3 относятся лица, которые считаются опасными и обычно подвергаются судебному преследованию по статье 871.
Федеральный закон предусматривает, что директор учреждения, в которое лицо госпитализировано в связи с тем, что оно признано недееспособным предстать перед судом или невиновным только по причине невменяемости в нарушении статьи 871, должно готовить годовые или полугодовые отчеты о психическом состоянии человека и содержащие рекомендации о необходимости продолжения его госпитализации; копии отчетов должны быть представлены директору Секретной службы Соединенных Штатов для оказания ему помощи в выполнении своих охранных обязанностей. Девятый округ постановил, что содержание под стражей потенциального президента, угрожающего президенту, сверх установленного законом максимального срока в пять лет, предусмотренного разделом 871, является конституционным, если будет установлено, что он опасен и психически болен. Согласно федеральному закону, некоторых президентских угроз можно задерживать на неопределенный срок.